# 鄧季惺
鄧季惺（1907年2月19日—1995年8月29日），亦名友蘭，女，四川奉节人，中国政治人物，曾任立法院立法委員。

## 生平
邓季惺是四川省奉節縣青蓮鄉茅田梁人。早年毕业于重慶四川省立第二女子師範學校。民國十二年（1923年）初，鄧季惺和同學吳淑英等相約到南京，進南京暨南大學附中女生部三年級。民國十三年（1924年），毕业于上海中國公學預科。
民國十四年（1925年）底，與吴念椿結婚，婚後育一子（吳敬璉）二女（吳敬媛、吳敬瑜），民國二十年（1931年）7月，吴念椿病逝北平。
后于北平私立朝陽大學法律系畢業，任司法行政部科員。
在南京、鎮江執行律師業務三年，同時擔任南京《新民報》的《法律問答》欄目主持人。
民國廿二年（1933年）1月，與《新民報》創辦人陳銘德結婚。民國廿六年（1937年），正式參加《新民報》工作，任副經理。民國廿七年（1938年），隨該報內遷重慶，任《新民報》重慶社經理。
開辦托兒所“南京第一托兒所”、“七七幼兒園”（重慶南岸），亦有入住兒童家長對其開辦的托兒所甚為不滿，時隔多年仍著書抨擊
民國卅二年（1943年），創辦該報成都版，任經理。后任四川省第一、第二兩屆臨時參議會參議員。
民國卅四年（1945年），抗戰勝利後，兼任上海、南京《新民報》社經理。
民國卅七年（1948年），參加立法委員選舉，以四川省婦女第三名294，262張選票當選立法委員。
1949年回到北京，任北京《新民報》社經理。1950年任西南軍政委員會委員。1952年任《北京日報》顧問。1955年至1958年，任北京市民政局副局長。
1957年被劃為右派，1979年“改正”。1983年至1988年，任第六屆北京市政協副主席。
1995年8月29日，病逝北京，年八十九歲，在陳銘德、鄧季惺之墓碑上，刻有：「陳鄧兩人畢生追求新聞自由、民主法治和民族富強，即使身處逆境，依然保持堅定執著的信念，相濡以沫，共度艱難歲月。」

## 出席立法院會議
第一屆第一會期
- 內政及地方自治委員會
- 財政及金融委員會
- 教育文化委員會

## 职务
- 中國民主建國會中央委員，常委、諮議委員會常委，中國民主建國會北京市委副主任委員
- 全國政協第二、五、六、七屆委員
- 上海《新民晚報》顧問
- 中華全國新聞工作者協會理事
- 首都女新聞工作者協會名譽會長
- 歐美同學會顧問

## 傳記
- 《「民間的回聲」--新民報創始人陳銘德鄧季惺伉儷傳》。蔣麗萍，1998，上海文藝出版社